# Habitatge al carrer de l'Església, 1 (Sant Pere de Torelló)
L'Habitatge al carrer de l'Església, 1 és una obra de Sant Pere de Torelló (Osona) protegida com a Bé Cultural d'Interès Local.

## Descripció
Es tracta d'un edifici entre mitgeres i cantoner de planta baixa i tres pisos. Aquesta casa reformada prové de la transformació de sagrers en habitatges i tallers per a oficis artesanals de l'època feudal. Correspon a un creixement de la ciutat del tipus "agrupat" que conforma espais públics molt irregulars i carrers estrets, perfectament adaptats a la topografia.
A la façana del carrer de l'església conserva obertures de llinda plana, algunes amb dates inscrites,i brancals formats per carreus de pedra.